# Arapuey
Arapuey é uma cidade venezuelana, capital do município de Julio César Salas.